# Вяткин, Глеб Михайлович
Глеб Михайлович Вяткин — советский, российский художник, живописец, монументалист и график. Член Союза художников СССР с 1971 года (с 1991 года — член Союза художников России). Представитель пост-кубизма в советской и российской живописи.

## Биография
Глеб Михайлович Вяткин родился 30 мая 1934 года в городе Пермь в семье скульптора и живописца Михаила Александровича Вяткина.
В 1955 году Глеб Вяткин окончил Пермское музыкальное училище по классу скрипки, после чего выступал в составе различных камерных коллективов. В 1961 году Глеб Вяткин поступает на монументальное отделение Ленинградского высшего художественно-промышленного училища им. В. И. Мухиной (ныне Санкт-Петербургская художественно-промышленная академия имени А. Л. Штиглица), успешно завершает обучение в 1966 году, после чего возвращается на свою родину — в Пермь.
В течение двух последующих лет Глеб Вяткин создает ряд монументальных произведений в Перми и городах Пермской области — сграффито на фасаде Пермской краевой библиотеки им. Максима Горького, сграффито в ресторане «Уралочка», роспись интерьера салоне «Элегант», мозаику на фасаде кинотеатра «Родина» в городе Краснокамске и ряд других работ. Модернистские пластические искания молодого художника не находят понимания у руководства пермского отделения Союза художников и в поисках более живой творческой среды в 1968 году Глеб Вяткин переезжает в Волгоград.
В Волгограде Глеб Вяткин также сталкивается с неприятием своего творчества со стороны руководства регионального отделения Союза художников. В течение последующих двадцати лет он получает в Волгограде только несколько незначительных заказов на монументальные работы (основная художественная специальность), а живопись и графика художника не принимаются ни на одну из официальных выставок Союза художников и не выставляются публично. В этот период, в соавторстве с рядом коллег, Глеб Вяткин выполняет работы на монументальных объектах в Подмосковье, Ижевске, Казани, Сызрани и других городах, продолжает заниматься живописью и графикой, изучает восточную философию, дзен-буддизм и йогу, совершает путешествие по среднеазиатским республикам СССР. Многие живописные работы этого периода утеряны, часть из них уничтожил сам автор.

В 1976 году в Волгограде происходит встреча Глеба Вяткина с итальянским художником Эрнесто Треккани, после которой Треккани записал в своём дневнике следующее: 
«Портрет Глеба. Познакомился с Глебом, когда был в Советской России. Глеб — художник-философ, немного маг. Играет на скрипке. Серьёзный мастер. Привержен свободе между людьми и в живописи. Его искусство монументально. Более телесно, чем схематично. Уверенный гравер. Живописец широкой палитры. Друг Италии. Гражданин мира» 
Глеб Вяткин получает от Эрнесто Треккани приглашение посетить Италию с творческим визитом. Эта поездка состоялась в 1977 году и стала для художника «встречей с самим собой». Как считал сам художник, именно в этом году и в этой творческой поездке «началась его живопись».
В последующий период Глеб Вяткин создаёт большое количество разножанровых произведений и пишет первый из своих «Квартетов» — крупных живописных полотен с различными трактовками единственного сюжета, к которому Глеб Вяткин будет обращаться в дальнейшем неоднократно.
Работы Глеба Вяткина вызывают большой интерес у зарубежной публики и тепло принимаются зарубежными коллегами и критиками. Однако, первая персональная выставка Глеба Вяткина в СССР состоялась только в 1989 году, когда художнику было уже 55 лет. Эта выставка была организована и подготовлена искусствоведом Л. А. Яхонтовой, прошла в выставочном зале Волгоградского Союза художников и вызвала глубокое непонимание не только у администраторов Союза художников, но и у большей части посетившей выставку публики. Признание художника за рубежом в эти годы резко контрастировало с полным неприятием его творчества на родине.
В 1990 году работы Глеба Вяткина были включены в экспозицию «50 лет советского искусства», показанную в Барселоне и Мадриде. Произведения Вяткина были поставлены кураторами выставки в один ряд с произведениями Кандинского, Ларионова, Древина, Родченко, Лентулова, Фалька, Андронова, Егоршиной, Лубенникова и других, наиболее значимых, художников советской эпохи. В том же году, Глеб Вяткин получает приглашение принять участие арт-проекте «Стены Чибьяна» (итал. "Murales a Cibiana-di-Cadore") в Чибьяна-ди-Кадоре (Италия), где создаёт фреску «Материнство» (итал. "Signora della Cime"), которая получает специальную награду, а сам художник — статус почётного гражданина коммуны Чибьяна-ди-Кадоре.
После 1991 года, Глеб Вяткин находит, наконец, признание и в России. В последующие годы художник участвует в более чем ста выставках — как в России, так и за рубежом — в Италии, Германии, Великобритании, Испании и США.
В конце 1990-х и начале 2000-х годов художник создает свои наиболее значимые работы: «Пилигрим», «Сусанна и старцы», «Венера и Амур», «Влюбленные», «Большая обнаженная», «Комета Галлея» и несколько вариантов своей программной композиции «Квартет». В 2009 году Глеб Вяткин пишет библейский цикл «Страсти Господни»: «Поцелуй Иуды», «Бичевание», «Несение Креста», «Стражники, разыгрывающие в кости одежды Христа».
В двухтысячные годы проходят масштабные ретроспективные выставки художника, организованные благотворительным фондом Семь Ветров, работы художника появляются на международных художественных аукционах и включаются в собрания государственных музеев и частные коллекции. В 2013 году работы Глеба Вяткина и Петра Зверховского становятся частью выставочного проекта «Бубновый валет. Постскриптум», в рамках которого было создано единое художественное пространство, состоящее из работ Зверховского / Вяткина и произведений участников художественного объединения «Бубновый валет» — Ильи Машкова, Петра Кончаловского, Роберта Фалька, Аристарха Лентулова и Александра Куприна.
Художник продолжал активную творческую работу вплоть до своей кончины, которая наступила 28 марта 2021 года в возрасте 87 лет.
Первая посмертная выставка работ художника из собрания благотворительного фонда Семь Ветров была проведена в октябре-ноябре 2021 года в Государственном мемориальном историко-культурном и природном музее-заповеднике В. Д. Поленова по инициативе коллекционера Н. Малыгина.
В настоящее время произведения Глеба Вяткина находятся в собраниях Государственного Русского музея в Санкт-Петербурге, Московского музея современного искусства (ММОМА), ВМИИ им. И.Машкова, Муниципальной художественной галереи г. Ковентри (Великобритания), Саратовского музея им. А. Н. Радищева, Фонда Сурикова (Испания), Фонда Семь Ветров (Россия), Дома-музея Н. В. Гоголя (Москва), Пермской государственной картинной галереи, Краснодарского краевого художественного музея им. Ф. А. Коваленко, а также в более чем пятидесяти значимых частных коллекциях в России, США, Испании, Германии, Франции, Швейцарии, Италии, Боливии, Венгрии и других стран.

## Творчество
С формальной точки зрения, Глеб Вяткин является ярким представителем пост-кубизма. Как говорил о своём творчестве сам художник — «Кубизм можно преодолеть. Но его нельзя обойти»". В том же ключе представлено творчество Глеба Вяткина и в предисловии к каталогу выставки «50 лет советского искусства» (исп. 50 años de arte soviético): 

«… то, что делает на этой выставке Вяткин, показывает его как продолжателя кубизма… При формальном синтезе индивидуального конструктивизма и геометрического структурализма её полноте, огне и гармонии». 
По мнению искусствоведа Л. А. Яхонтовой, творчество Глеба Вяткина развивалось «вне русла» основных художественных тенденций второй половины XX — начала XXI веков, опираясь на фундаментальное художественное образование и глубокое понимание всех модернистских тенденций оно возникло и существовало равноудалённо от «официального» советского искусства и «оппозиционного» андеграунда. Внимание к подобному материалу, не ангажированному господствующими арт-дискурсами, возрастает в середине 2000-х и это объясняет появление активного интереса к творчеству художника со стороны выставочных площадок и коллекционеров именно в это время.
Содержательное восприятие работ Глеба Вяткина невозможно без понимания глубокой взаимосвязи в его творчестве живописи и музыки. Полученное им в юности художественное и музыкальное образование в равной степени сформировали его личность, а также — способы восприятия мира и творческого выражения в нём. Значительное количество работ Глеба Вяткина уже по сюжету являются воплощением музыки в живописи — «Дирижёр» (2004 г.), «Дуэт с Варварой» (2004 г.), «Портрет Святослава Рихтера» (2006 г.), «Прощание со скрипкой» (2012 г.), серия «Квартетов», а также — многочисленные портреты музыкантов и натюрморты, в которых предметной доминантой становятся музыкальные инструменты и ноты, но связь музыки и живописи в творчестве Вяткина глубже сюжета. Музицирование и живопись были для художника нераздельными частями творческого процесса — приходя в свою мастерскую он играл на скрипке и только подобрав нужную гармонию и тональность переносил их на холст и бумагу.

## Основные выставки
- 1989 — Персональная выставка. Центральный выставочный зал Союза художников, Волгоград, СССР
- 1990 — «Стены Чибьяна», Чибьяна-ди-Кадоре, Италия
- 1990 — Выставка русского искусства, Париж, Франция
- 1990 — «50 лет советского искусства», Мадрид — Барселона, Испания
- 1991 — Персональная выставка, Виченца, Италия
- 1991 — Персональная выставка, Фельтре, Италия
- 1991 — Персональная выставка, Сегузино, Италия
- 1991 — Персональная выставка, Одерцо, Италия
- 1992 — Персональная выставка, Феррара, Италия
- 1993 — Персональная выставка, Нойштадт, Германия
- 1992 — Персональная выставка, Пермь, Россия
- 1993 — Персональная выставка, Сантандер — Мадрид, Испания
- 1996 — Групповая выставка русских художников, Кливленд, США
- 1997 — Персональная выставка, Феррара, Италия
- 1997 — Персональная выставка, Волгоград, Россия
- 1998 — Персональная выставка, Конельяно, Италия
- 1998 — Персональная выставка, Портобуфоле, Италия
- 2000 — Персональная выставка, Кортино, Италия
- 2000 — Персональная выставка, Пермь, Россия
- 2001 — Международный художественный салон, ЦДХ, Москва, Россия
- 2001 — Персональная экспозиция, «Арт-Манеж», ЦВЗ, Москва, Россия
- 2002 — Персональная экспозиция, «Арт-Манеж», ЦВЗ, Москва, Россия
- 2003 — Персональная экспозиция, «Арт-Манеж», ЦВЗ, Москва, Россия
- 2003 — «Пикник на культурной обочине», ЦДХ, галерея ArtRa, Москва, Россия
- 2003 — ArtLux-салон, галерея ArtRa, Москва, Россия
- 2003 — «Эрос», ВДНХ, галерея ArtRa, Москва, Россия
- 2004 — Персональная экспозиция, посвященная 70-летию художника на Первом салоне искусств «Лучшие художественные галереи», МИВЦ «Инфо-Пространство», Москва, Россия
- 2004 — 2-й салон искусств «Лучшие художественные галереи», МИВЦ «Инфо-Пространство», галерея ArtRa, Москва, Россия
- 2004 — Персональная выставка, Выставочный зал СХР, Волгоград, Россия
- 2004 — Персональная выставка, галерея ArtRa, Волгоград, Россия
- 2005 — 4-й салон искусств, МИВЦ «Инфо-Пространство», Москва, Россия
- 2005 — «Сквозь пространство и время», ЦДХ, галерея ArtRa, Москва, Россия
- 2005 — «От цвета к свету», ЦДХ, галерея ArtRa, Москва, Россия
- 2005 — Персональная выставка, Одерцо, Италия
- 2006 — «Глеб Вяткин. Избранное», Галереи ArtRa и Ехро-88, Москва, Россия
- 2006 — «Булгаков, читающий главы романа…», Галереи ArtRa и Ехро-88, Москва, Россия
- 2006 — «Пятно. Фигура. Предмет. Состояние», ЦДХ, галерея ArtRa, Москва, Россия
- 2006 — «Перекресток столетий. Версии», ЦДХ, галерея ArtRa, Москва, Россия
- 2006 — «Urbi et Orbi», МИВЦ «Инфо-Пространство», галерея ArtRa, Москва, Россия
- 2007 — 1-й Московский фестиваль искусств, ЦВЗ, галерея ArtRa, Москва, Россия
- 2007 — «Худграф», МГВЗ «Новый Манеж», галерея ArtRa, Москва, Россия
- 2008 — Выставка в ЦДХ, галерея ArtRA, Москва, Россия
- 2009 — «Арт-Манеж», ЦВЗ, галерея ArtRa, Москва, Россия
- 2009 — Персональная выставка, Выставочный зал СХР, Волгоград, Россия
- 2010 — «Художник. Судьба. Время», ЦДХ, галерея ArtRa, Москва, Россия
- 2010 — «Вчера. Сегодня. Завтра», ЦДХ, галерея ArtRa, Москва, Россия
- 2011 — Выставка в ЦДХ, Фонд «Семь Ветров», галерея ArtRa, Москва, Россия
- 2011 — Выставка графики, Пермь, Россия
- 2012 — «Кто знает — вечность или миг…», ЦДХ, Фонд «Семь Ветров», Москва, Россия
- 2013 — «Глеб Вяткин, Петр Зверховский в проекте „Бубновый валет. Постскриптум“», Фонд «Семь Ветров», ВМИИ им. И.Машкова, Волгоград, Россия
- 2013 — «Правнуки валетов. Художник. Судьба. Время», ЦДХ, Фонд «Семь Ветров», Москва, Россия
- 2014 — «Сквозь время. Ностальгические прогулки по исчезающему культурному ландшафту», ЦДХ, Фонд «Семь Ветров», Москва, Россия
- 2014 — «Урюпинск… Москва… Париж… Волгоградские пленэры — 20 лет», ЦДХ, Фонд «Семь Ветров», Москва, Россия
- 2014 — Персональная выставка Глеба Вяткина к 80-летию художника, Фонд «Семь Ветров», ВМИИ им. И.Машкова, Волгоград, Россия
- 2016 — «Виртуальные диалоги», Фонд «Семь Ветров», Саратовский государственный художественный музей им. А. Н. Радищева, Саратов, Россия
- 2017 — «За мной, читатель», ВМИИ им. И.Машкова, Волгоград, Россия
- 2019 — Персональная выставка Глеба Вяткина к 80-летию художника, Фонд «Семь Ветров», ВМИИ им. И.Машкова, Волгоград, Россия
- 2021 — «Глеб Вяткин. Избранное» — живопись Глеба Вяткина из собрания фонда «Семь Ветров», Государственный мемориальный историко-культурный и природный музей-заповеднике В. Д. Поленова, Фонд «Семь Ветров», Тульская область, Россия[10]